# Remissol
Remissol (em latim: Remisol; fl.572—589) foi um prelado da Igreja Católica, bispo de Viseu e o primeiro mencionado bispo da Diocese de Viseu. No II Concílio de Braga, assina o documento em segundo lugar de procedência, a seguir a S.Martinho de Dume como Remisol, Bisensis eclesie episcopus.
A primeira menção a Remissol explícita, enquanto bispo de Viseu, é apresentado no Concílio de Lugo, presumivelmente realizado por intermédio do rei suevo Miro (ou Teodomiro) em 569, mas que a sua veracidade, tanto dos documentos encontrados como da sua veracidade histórica é amplamente questionada.
De seguida, existe uma segunda menção de Remissol, no II Concílio de Braga, esse já autêntico. As assinaturas apresentadas, respeitam a estrutura dos distritos, dando primazia à de Braga, pela sua antiguidade e prestígio, e dentro destas denota-se a antiguidade de ordenação, como decretado no anterior I Concílio de Braga. Com isto, pode-se inferir que tanto Remissol como a diocese de Viseu será das dioceses mais antigas de Braga e da península Ibérica. Através da antiguidade, Remissol apesar de ausente no I Concílio, apresenta-se como de maior antiguidade a Lucrécio, primeiro assinante do I Concílio, o que infere ao seu mandato ser anterior a 561.
Em 585, com a destruição do reino Suevo pela conquista de Leovegildo, que professava o arianismo, foi perseguido pela sua fé católica romana, e substituído forçosamente do cargo de bispo de Viseu, em favor de Sunila, que era clérigo arianista.
Remissol acabou por falecer entre 585 e 589, pois no III Concílio de Toledo, é apresentado como já falecido.

## Ligações Externas
- https://www.benedictus.mgh.de/quellen/chga/chga_057t.htm , Primeiro Concílio de Braga em formato texto
- https://www.benedictus.mgh.de/quellen/chga/chga_058t.htm , Segundo Concílio de Braga em formato texto